# Adeopaposaure
L'adeopaposaure és un gènere de dinosaure prosauròpode que visqué al Juràssic inferior. Les seves restes fòssils foren trobades a la Formació Cañón del Colorado a San Juan, Argentina. Era similar a Massospondylus. Se'n coneixen quatre esquelets parcials amb dos cranis també parcials. L'espècimen tipus, PVSJ568, inclou un crani i la major part de l'esquelet fins just després de la pelvis. La forma dels ossos a l'extrem de les mandíbules superior i inferior suggereix que presentava un bec queratinitzat.